# Giselher Gruber
Giselher Gruber (* 11. Februar 1939 in Berlin; † 22. Oktober 2019 in Murrhardt) war ein deutscher Politiker (SPD).

## Leben
Gruber kam als Sohn von Thea und Walter Gruber (späterer Generalsekretär des Deutschen Roten Kreuzes in Baden-Württemberg) zur Welt.
Er ist in Belgrad, Welzheim-Eberhardsweiler und Stuttgart aufgewachsen.
Beruflich begann Gruber als Einklassenschullehrer in Murrhardt-Steinberg und war bis zu seiner Pensionierung Rektor der Backnanger Schickhardtrealschule.
Er war in den Jahren von 1972 bis 1976 Landtagsabgeordneter des Wahlkreises Backnang, zehn Jahre Kreisrat und in den Jahren von 1978 bis 1993 Vorsitzender des Sportkreis Rems-Murr. Seither war er Ehrenpräsident des Sportkreises.
Im Jahr 1995 wurde er mit dem Bundesverdienstkreuz ausgezeichnet. Im selben Jahr schied er wegen einer Erkrankung aus dem Schuldienst und seinen Ehrenämtern aus.
Gruber war verheiratet und hatte vier Kinder. Seine Ehefrau Gudrun Gruber war bis Ende 2013 Vorsitzende der SPD-Gemeinderatsfraktion in Murrhardt, seine Tochter Gislind Gruber-Seibold war lange Jahre Gemeinderatsfraktionsvorsitzende in Alfdorf und wurde im Jahr 2009 zur Kreisrätin gewählt, sein Sohn Gernot Gruber wurde am 27. März 2011 ebenfalls in den Landtag gewählt.
Giselher Gruber starb nach langer MS-Erkrankung am 22. Oktober 2019 in Murrhardt.